# Ente minerario siciliano
L'Ente minerario siciliano è un ente pubblico della Regione Siciliana, in liquidazione dal 1999. È un ente dotato di personalità giuridica di diritto pubblico, con lo scopo di promuovere: la ricerca, la coltivazione, la trasformazione ed il collocamento commerciale delle risorse minerarie della Sicilia, in particolare degli idrocarburi liquidi e gassosi, dello zolfo e dei sali potassici.

## Storia
L'Ente è stato costituito con la legge della Regione Siciliana n. 2 dell'11 gennaio 1963.
È stato posto in liquidazione con la legge 20 gennaio 1999, n. 5, assieme ad altri enti economici della Regione Siciliana. Commissario liquidatore è stata nominata la docente universitaria Rosalba Alessi.
Al momento della liquidazione facevano parte dell'ente 15 aziende. Nel 2017 non erano state ancora liquidate tutte le partecipazioni azionarie.
Nel 2018 il governo Musumeci ha revocato l'incarico alla Alessi, nominando al suo posto un dirigente interno.

## Società liquidate
Queste le partecipazioni di EMS liquidate:
- Cavagrande S.p.A.: - ( 9,20% EMS; 90,80% soci privati). La quota EMS è stata venduta nel 2002 ai soci privati.
- Elitaliana S.p.A.: - ( 2,98% EMS; 91,02% soci privati). La quota EMS è stata venduta nel 2002 ai soci privati.
- SARCIS S.p.A.: - ( 90% EMS; 10% ENIMED S.p.A). La quota EMS è stata venduta nel 2005 al socio ENIMED S.p.A.
- Italkali S.p.A.: - ( 51% EMS; 49% soci privati). La quota EMS è stata trasferita al patrimonio della Regione Siciliana nel 2009[4], per essere ceduta dal governo regionale ai soci privati nel 2015.